# Emma Tonegato
Emma Kate Tonegato (Wollongong, 20 maart 1995) is een Australisch rugbyspeler.

## Carrière
Tonegato won met de ploeg van Australië tijdens de Olympische Zomerspelen 2016 de Olympische gouden medaille. Tonegato maakte tijdens dit toernooi in totaal zeven try’s.

## Erelijst

### Rugby Seven
- Olympische Zomerspelen:  2016